# Цибенко, Григорий Фёдорович
Григорий Фёдорович Цибенко (1916, Чугунка, Самарская губерния — 14 октября 1943, Днепропетровская область) — командир батальона 24-го гвардейского воздушно-десантного полка 10-й гвардейской воздушно-десантной дивизии 37-й армии Степного фронта, гвардии капитан. Герой Советского Союза.

## Биография
Родился в 1916 году в селе Чугунка (ныне — Ершовский район) Саратовской области). Украинец. Образование неполное среднее.
Работал в колхозе и на машинно-тракторной станции. 
В Красной Армии с 1937 года. 
Член ВКП(б) с 1940 года.
В 1940 году окончил курсы усовершенствования командного состава в Москве. На фронтах Великой Отечественной войны с 1941 года.
Батальон 24-го гвардейского воздушно-десантного полка под командованием гвардии капитана Григория Цибенко занял 14 октября 1943 года плацдарм на правом берегу реки Днепр в районе сёл Мишурин Рог, Анновка Верхнеднепровского района Днепропетровской области Украины и отбил все контратаки противника, нанеся ему существенный урон в живой силе и боевой технике. Погиб в этих боях. Похоронен в братской могиле в селе Днепровокаменка.
Указом Президиума Верховного Совета СССР от 20 декабря 1943 года за образцовое выполнение боевых заданий командования на фронте борьбы с немецко-вражеским захватчиками и проявленные при этом мужество и героизм гвардии капитану Цибенко Григорию Фёдоровичу посмертно присвоено звание Героя Советского Союза.
Награждён орденом Ленина.
Памятник Герою установлен в селе Днепровокаменка Верхнеднепровского района Днепропетровской области Украины.